# Narashino
Narashino (jap. 習志野市 Narashino-shi) – miasto w środkowej części Japonii (prefektura Chiba) na głównej wyspie Honsiu (Honshū). 
Miasto zajmuje powierzchnię 20,97 km². W 2020 r. mieszkało w nim 176 306 osób, w 79 184 gospodarstwach domowych  (w 2010 r. 164 421 osób, w 69 995 gospodarstwach domowych).

## Komunikacja
- Japońska Kolej Wschodnia
- Keisei
- Shin-Keisei

## Miasta partnerskie
- Stany Zjednoczone: Tuscaloosa